# Gulfläckig vedharkrank
Gulfläckig vedharkrank (Ctenophora nigriceps) är en tvåvingeart som först beskrevs av Bo Tjeder 1949.  Gulfläckig vedharkrank ingår i släktet Ctenophora och familjen storharkrankar. Enligt den svenska rödlistan är arten otillräckligt studerad i Sverige. Arten förekommer i Nedre Norrland och Övre Norrland. Artens livsmiljö är skogslandskap.

## Underarter
Arten delas in i följande underarter:
- C. n. nigriceps
- C. n. miyamotoi